# Centro de Ingeniería y Desarrollo Industrial
El Centro de Ingeniería y Desarrollo Industrial (Cidesi o CIDESI) es una institución pública de investigación en México, fundada el 9 de marzo de 1984 y perteneciente al Sistema de Centros del Consejo Nacional de Ciencia y Tecnología (Conacyt).
El Cidesi tiene por finalidad contribuir al desarrollo del sector productivo de México mediante proyectos tecnológicos de investigación e innovación, además de proveer diversos servicios tecnológicos especializados.[cita requerida]
Las instalaciones centrales del Cidesi se encuentran en el estado de Querétaro, y cuenta además con sedes en Nuevo León, en el estado de México y en Baja California.[cita requerida]
CIDESI posee programas de posgrado avalados en el Padrón Nacional de Posgrados de Calidad (PNPC).[cita requerida]
CIDESI posee alianzas con diversas entidades dedicadas a la investigación y el desarrollo estatal, así como también en formación de recursos humanos con instituciones mexicanas y foráneas. Entre las instituciones mexicanas se encuentran: el Instituto de Astronomía de la Universidad Nacional Autónoma de México, la Universidad Autónoma de Querétaro y el Centro Nacional de Metrología. Entre las instituciones foráneas se encuentran: la Agencia de Cooperación Internacional de Japón, la Universidad de Ciencias Aplicadas de Aachen, Alemania, las Universidades de Lehigh, Texas A&M, Team Technologies y la Anderson School of Management de la Universidad de Nuevo México de Estados Unidos, la Universidad de Sheffield, Inglaterra, y el Centro de Tecnologías Aeronáuticas y Tecnalia, en España.[cita requerida]
CIDESI cuenta con las certificaciones ISO-9001:2015 y AS-9100 C. Esta última es una norma aeroespacial imprescindible para poder realizar proyectos en esta área.[cita requerida]
CIDESI ha sido distinguido con el Premio Nacional de Tecnología y con el Premio Estatal de Exportación del Estado de Querétaro. Es proveedor de la industria automotriz, autopartes, aeroespacial, energía, petroquímica, electrónica, electrodomésticos y alimenticia, entre otros sectores. Además, es Miembro de Alianza de National lnstruments, de la Casa de Diseño de Texas lnstruments y de Freescale.[cita requerida]

## Subsedes

### Nuevo León
El CIDESI Nuevo León se encuentra ubicado en el Parque de Investigación e Innovación Tecnológica. Está dedicado al área de manufactura, principalmente.[cita requerida]

### Estado de México
El CIDESI Estado de México se encuentra ubicado en el municipio de Cuautitlán Izcalli.[cita requerida]

### Baja California
El CIDESI Tijuana se encuentra ubicado dentro del Consorcio Tecnológico de Baja California.[cita requerida]